# Георги Орешков
Георги Орейков, известен като Орешков, е български пионер на езика есперанто.

## Биография
Георги Орейков е роден през 1864 г. в Копривщица.
Орешков, който живее в Бургас, се присъединява към есперанто движението през 1899 г. Издава вестника „Рондирантон“, пише брошура и учебник през 1900 г., съпревежда Универсалния речник на български (1910) и основава клуб по есперанто в Пловдив. Сътрудничи на „L Esperantiste“ и „Tra La Mondo“.
През 1905 г. той е назначен от Людвик Заменхоф за член на първия (до 1906 г. все още е временен) езиков комитет (LK).

## Издания
- Орешков, G; Атанасов, Г .; Zamenhof, LL и Fundamental Universal Dictionary of the International Language Esperanto (българско издание). Основен универсален речник на международния език Есперанто. София: С. М. Стойков, 1910. 96 с.
- Файнщайн, С. Мнемонически Лекции. Лекция I-X. За Усилване И Изостряне Паметта До Най-Високата Степен По Метода На Файнщейн. 1928.[3]